# Мільтіад (папа)
Святий Мильтіа́д (лат. Miltiades; ? — 11 січня 314, Рим, Римська імперія) — тридцять другий папа Римський (2 липня 311—11 січня 314).

## Походження
За Liber Pontificalis, Мильтіад народився в Африці, і походив можливо з Бербери, хоча Річард П. Макбрайєн стверджує, що він був римлянином.

## Понтифікат
Став папою Римським після довшого періоду Sede vacante по смерті папи Євсевія. У жовтні 312 року, Костянтин I розбив Максенція і взяв під свій контроль Рим. Констянтин надав папі Латеранський палац, який відтоді став папською резиденцією. Під час його понтифікату у 313 році тетрархами Констянтином і Ліцинієм був виданий Міланський едикт, який дозволяв сповідування християнства і проголошував повернення церковного майна. У 313 році Мильтіад керував Латеранським синодом, який виправдав єпископа Карфагену Цециліана від звинувачень Доната. Останній вважав, що Цециліана неможливо визнати єпископом, адже серед тих, хто його висвятив була особа, винна у видачі священних книг. На цьому ж синоді Доната було визнано єретиком. Потім Мильтіад був запрошений на Арльський собор, але помер до того, як він був проведений. Помер у Римі.

## Відзначення
У XIII столітті свято Святого Мельхіада (як він тоді називався) було включено, з помилковим формулюванням «мученик», в «Головний римський календар» із відзначенням 10 грудня. У 1969 році він був викреслений із обов'язкових свят і його свято було перенесено на день його смерті — 10 січня, а його ім'я стало позначатися як «Мильтіад» і без формулювання «мученик».